# 中国人民武装警察部队“2007式”车辆号牌
「2007式」武警車輛号牌，简称“07式”号牌，为中国人民武装警察部队于2007年5月-2013年5月使用的警用车辆号牌系统。中国人民武装警察部队使用独立警用车辆号牌系统。
2013年6月1日起，武警部队全面换发“2012式”车辆号牌，原“2007式”号牌于2013年5月31日废止。

## 样式
“07式”号牌由武警“WJ”标志、警徽标志、核发机构代号、警种标志（限黄金、森林、水电、交通部队和边防、消防、警卫部队使用）、直属单位代号和序号组成。“07式”号牌分大车号牌和小车号牌、前牌和后牌，两者略有差别。
前牌武警“WJ”标志、核发机构代号、警种标志为红色，其余为黑色；后牌武警“WJ”标志为红色，其余为黑色。

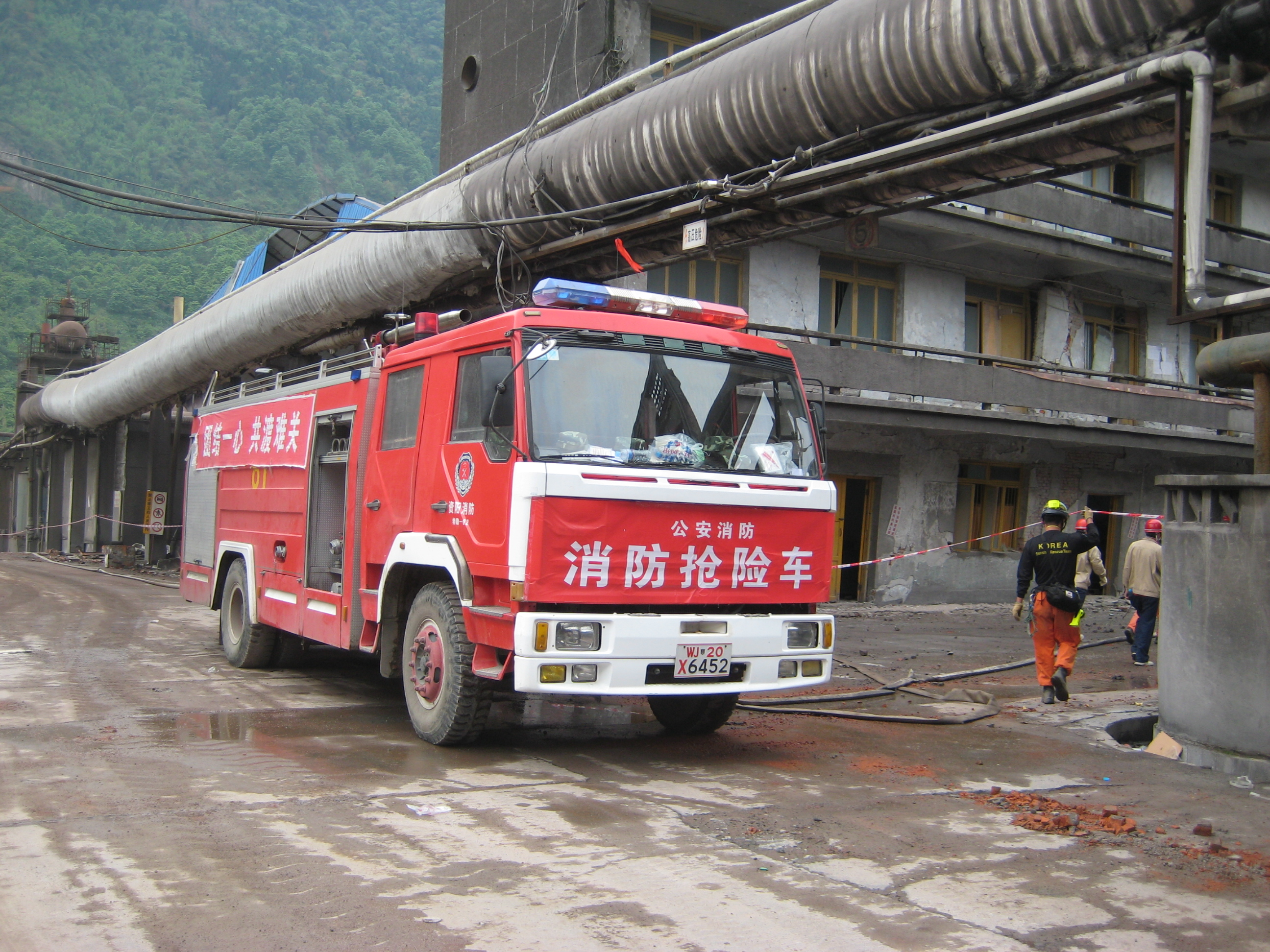
中国人民武装警察部队2007式车辆号牌的使用例子，在汶川大地震属于四川省资阳市公安消防支队的消防车

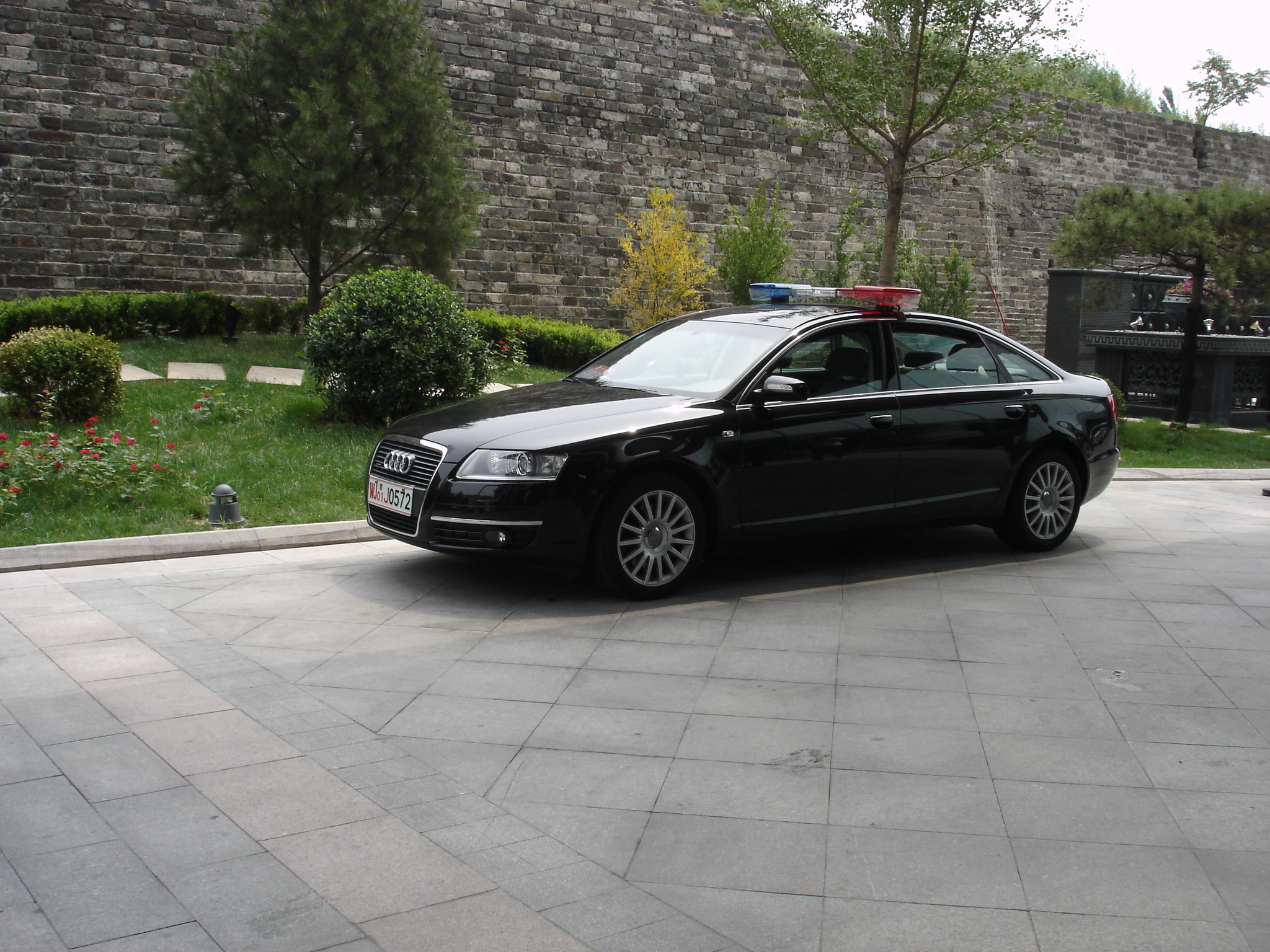
中国人民武装警察部队2007式车辆号牌的使用例子，隸屬武警總部警衛部隊的要員警衛用警車

## 第一部分
由红色的「武警」汉语拼音首字母“WJ”组成 。

## 第二部分
由省市區的兩位阿拉伯數字代碼组成： 

01——武警總部 

02——河北省 

03——內蒙古自治區 

04——山西省 

05——遼寧省 

06——吉林省 

07——黑龍江省 

08——上海市 

09——江蘇省 

10——浙江省 

11——安徽省 

12——江西省 

13——福建省 

14——山東省 

15——廣東省 

16——廣西壯族自治區 

17——湖北省 

18——湖南省 

19——河南省 

20——四川省 

21——雲南省 

22——貴州省 

23——西藏自治區 

24——陕西省 

25——甘肃省 

26——青海省 

27——新疆維吾爾自治區 

28——寧夏回族自治區 

29——天津市 

30——海南省 

31——北京市 

32——重慶市 

## 第三部分
由警種標誌組成，數字的為内卫部隊
- 「X」消防部隊
- 「B」邊防部隊
- 「T」交通部隊
- 「S」森林部隊
- 「H」黃金部隊
- 「J」警衛部隊
- 「D」水電部隊

## 第四部分
由直屬單位代號和序號組成

如：WJ31-X0010（北京市消防局車牌）

WJ01 1****為武警總部司令部。

WJ01 2****為武警總部政治部。

WJ01 3****為武警總部後勤部。

WJ01 J****為公安部警衛局。

WJ01 X****為公安部消防局。

WJ01 D****為武警水電指挥部。

WJ01 B****為公安部邊防局。

WJ01 S****為武警森林指挥部。

WJ01 H****為武警黃金指挥部。

WJ31 *****為武警北京總隊。